# Cheilanthes sinuata
Cheilanthes sinuata là một loài dương xỉ trong họ Pteridaceae. Loài này được mô tả khoa học đầu tiên.
Danh pháp khoa học của loài này chưa được làm sáng tỏ. 